# Zana (film)
Pour les articles homonymes, voir Zana (homonymie).
Pour plus de détails, voir Fiche technique et Distribution.
Zana est un film kosovar réalisé par Antoneta Kastrati, sorti en 2019.

## Synopsis
Alors qu'elle a été forcée par sa famille à suivre des traitements mystiques pour son infertilité, une femme kosovare essaie de se reconnecter à son désir d'être mère dans un pays ravagé par la guerre.

## Fiche technique
- Titre : Zana
- Réalisation : Antoneta Kastrati
- Scénario : Casey Cooper Johnson et Antoneta Kastrati
- Musique : Dritero Nikqi
- Photographie : Sevdije Kastrati
- Montage : Brett W. Bachman et Antoneta Kastrati
- Production : Casey Cooper Johnson
- Société de production : Crossing Bridges Films, Alief et On Film Production
- Pays :  Kosovo et  Albanie
- Genre : Drame
- Durée : 97 minutes
- Date de sortie : 
  - Canada : 7 septembre 2019 (Festival international du film de Toronto)

## Distribution
- Adriana Matoshi : Lume
- Astrit Kabashi : Ilir
- Fatmire Sahiti : Remzije
- Mensur Safqiu : Dr. Murati
- Vedat Bajrami : Vedat
- Irena Cahani : Kumria
- Shengyl Ismaili : Shpresa
- Bislim Muçaj : Bajram

## Accueil
Stephen Dalton pour The Hollywood Reporter qualifie le film « d'expérience sensorielle attrayante ».

## Sélections
- Festival international du film de Toronto 2019 : section Discovery
- Festival GoEast 2020 : compétition